# Tournoi masculin de volley-ball aux Jeux olympiques d'été de 2016
Navigation
Londres 2012 Tokyo 2020
Le tournoi masculin de volley-ball des Jeux olympiques d’été de 2016 se déroule du 7 août 2016 au 21 août 2016 au Ginásio do Maracanãzinho de Rio de Janeiro. La Russie remet son titre en jeu dans une compétition réunissant 12 équipes.

## Calendrier de la Compétition
| P | Phase préliminaire | ¼ | Quarts de finale | ½ | Demi-finales | B | Match pour la médaille de bronze | F | Finale |

| Sam 6 | Dim 7 | Lun 8 | Mar 9 | Mer 10 | Jeu 11 | Ven 12 | Sam 13 | Dim 14 | Lun 15 | Mar 16 | Mar 16 | Mer 17 | Mer 17 | Jeu 18 | Jeu 18 | Ven 19 | Sam 20 | Sam 20 | Dim 21 | Dim 21 |
| ----- | ----- | ----- | ----- | ------ | ------ | ------ | ------ | ------ | ------ | ------ | ------ | ------ | ------ | ------ | ------ | ------ | ------ | ------ | ------ | ------ |
|       | P     |       | P     |        | P      |        | P      |        | P      |        |        | ¼      | ¼      |        |        | ½      |        |        | B      | F      |

## Équipes participantes
Les douze équipes se sont qualifiées comme suit :
| Compétition          | Lieu        | Qualifiés                  |
| -------------------- | ----------- | -------------------------- |
| Pays organisateur    | Copenhague  | Brésil                     |
| Coupe du monde 2015  | Japon       | États-Unis Italie          |
| TQO Afrique          | Brazzaville | Égypte                     |
| TQO Europe           | Berlin      | Russie                     |
| TQO Amérique du Sud  | Maiquetía   | Argentine                  |
| TQO Amérique du Nord | Edmonton    | Cuba                       |
| TQO mondial n°1      | Tokyo       | Pologne Iran France Canada |
| TQO mondial n°2      | Mexico      | Mexique                    |

## Formation des groupes
Les équipes sont réparties entre les groupes en utilisant le système Serpentine selon le classement mondial de la FIVB (indiqué entre parenthèses) d'octobre 2015. Le pays hôte est automatiquement placé en première position du groupe A. Les poules sont confirmées le 6 juin 2016.
| Poule A                                                                         | Poule B                                                             |
| ------------------------------------------------------------------------------- | ------------------------------------------------------------------- |
| Brésil (1, hôte) Italie (4) États-Unis (5) Canada (10) France (10) Mexique (24) | Pologne (2) Russie (3) Argentine (6) Iran (8) Cuba (15) Égypte (17) |

## Lieu
| Tous les matchs          |
| Rio de Janeiro, Brésil   |
| Ginásio do Maracanãzinho |
| Capacité: 11,800         |
|                          |

## Format de la compétition
La phase préliminaire consiste en une compétition de 12 équipes séparées en deux groupes de six, lesquelles disputent un round robin entre elles. Les quatre premiers de chaque groupe sont qualifiés pour la phase finale, les deux derniers sont éliminés. La phase finale consiste en quarts de finale croisés entre les groupes, puis des demi-finales, puis le match pour la médaille de bronze et la finale.

## Procédure classement en phase de poule
Afin d'établir le classement de chaque équipes après la phase de groupe, les critères suivants seront pris en compte :
1. Nombre de matchs gagnés
2. Nombre de points gagnés
3. Ratio des sets
4. Ratio des points
5. Résultat entre les équipes (leur confrontation)

Un match gagné 3–0 ou 3–1: 3 points pour le vainqueur, 0 point pour le perdant
Un match gagné 3–2: 2 points pour le vainqueur, 1 point pour le perdant

## Phase préliminaire

### Poule A

#### Classement
| # | Équipe     | Pts | J | G | Gt | Pt | P | Sp | Sc | Ratio | Pp  | Pc  | Ratio |
| 1 | Italie     | 12  | 5 | 4 | 0  | 0  | 1 | 13 | 5  | 2.6   | 432 | 375 | 1.152 |
| 2 | Canada     | 9   | 5 | 3 | 0  | 0  | 2 | 10 | 7  | 1.429 | 378 | 378 | 1     |
| 3 | États-Unis | 9   | 5 | 3 | 0  | 0  | 2 | 10 | 8  | 1.25  | 419 | 405 | 1.035 |
| 4 | Brésil     | 9   | 5 | 3 | 0  | 0  | 2 | 11 | 9  | 1.222 | 467 | 442 | 1.057 |
| 5 | France     | 6   | 5 | 2 | 0  | 0  | 3 | 8  | 9  | 0.889 | 386 | 367 | 1.052 |
| 6 | Mexique    | 0   | 5 | 0 | 0  | 0  | 5 | 1  | 15 | 0.067 | 283 | 398 | 0.711 |

- Qualifiés pour les quarts de finale

### Poule B

#### Classement
| # | Équipe    | Pts | J | G | Gt | Pt | P | Sp | Sc | Ratio | Pp  | Pc  | Ratio |
| 1 | Argentine | 12  | 5 | 4 | 0  | 0  | 1 | 12 | 4  | 3     | 394 | 335 | 1.176 |
| 2 | Pologne   | 12  | 5 | 3 | 1  | 1  | 0 | 14 | 5  | 2.8   | 447 | 389 | 1.149 |
| 3 | Russie    | 11  | 5 | 3 | 1  | 0  | 1 | 13 | 6  | 2.167 | 432 | 367 | 1.177 |
| 4 | Iran      | 7   | 5 | 2 | 0  | 1  | 2 | 8  | 9  | 0.889 | 389 | 392 | 0.992 |
| 5 | Égypte    | 3   | 5 | 1 | 0  | 0  | 4 | 3  | 12 | 0.25  | 286 | 362 | 0.79  |
| 6 | Cuba      | 0   | 5 | 0 | 0  | 0  | 5 | 1  | 15 | 0.067 | 300 | 403 | 0.744 |

- Qualifiés pour les quarts de finale

## Phase finale

### Tableau
|  | Quarts de finale            | Quarts de finale            |                             |                             | Demi-finales                | Demi-finales                |   |  | Finale                      | Finale                      |
|  | Quarts de finale            | Quarts de finale            |                             |                             | Demi-finales                | Demi-finales                |   |  | Finale                      | Finale                      |
|  |                             |                             |                             |                             |                             |                             |   |  |                             |                             |
|  | 17 août à 18h00 (UTC−03:00) | 17 août à 18h00 (UTC−03:00) |                             |                             | 19 août à 13h00 (UTC−03:00) | 19 août à 13h00 (UTC−03:00) |   |  | 21 août à 13h15 (UTC−03:00) | 21 août à 13h15 (UTC−03:00) |
|  | 17 août à 18h00 (UTC−03:00) | 17 août à 18h00 (UTC−03:00) |                             |                             | 19 août à 13h00 (UTC−03:00) | 19 août à 13h00 (UTC−03:00) |   |  | 21 août à 13h15 (UTC−03:00) | 21 août à 13h15 (UTC−03:00) |
|  | [A1] Italie                 | 3                           |                             |                             | 19 août à 13h00 (UTC−03:00) | 19 août à 13h00 (UTC−03:00) |   |  | 21 août à 13h15 (UTC−03:00) | 21 août à 13h15 (UTC−03:00) |
|  | [A1] Italie                 | 3                           |                             |                             | 19 août à 13h00 (UTC−03:00) | 19 août à 13h00 (UTC−03:00) |   |  | 21 août à 13h15 (UTC−03:00) | 21 août à 13h15 (UTC−03:00) |
|  | [B4] Iran                   | 0                           |                             |                             | 19 août à 13h00 (UTC−03:00) | 19 août à 13h00 (UTC−03:00) |   |  | 21 août à 13h15 (UTC−03:00) | 21 août à 13h15 (UTC−03:00) |
|  | [B4] Iran                   | 0                           | Italie                      | 3                           |                             |                             |   |  | 21 août à 13h15 (UTC−03:00) | 21 août à 13h15 (UTC−03:00) |
|  | 17 août à 14h00 (UTC−03:00) |                             | Italie                      | 3                           |                             |                             |   |  | 21 août à 13h15 (UTC−03:00) | 21 août à 13h15 (UTC−03:00) |
|  |                             | États-Unis                  | 2                           |                             |                             |                             |   |  | 21 août à 13h15 (UTC−03:00) | 21 août à 13h15 (UTC−03:00) |
|  | [A3] États-Unis             | États-Unis                  | 2                           | 3                           |                             |                             |   |  | 21 août à 13h15 (UTC−03:00) | 21 août à 13h15 (UTC−03:00) |
|  | [A3] États-Unis             |                             |                             | 3                           |                             |                             |   |  | 21 août à 13h15 (UTC−03:00) | 21 août à 13h15 (UTC−03:00) |
|  | [B2] Pologne                | 0                           |                             |                             |                             |                             |   |  | 21 août à 13h15 (UTC−03:00) | 21 août à 13h15 (UTC−03:00) |
|  | [B2] Pologne                | 0                           | Italie                      | 0                           |                             |                             |   |  |                             |                             |
|  | 17 août à 10h00 (UTC−03:00) |                             | Italie                      | 0                           |                             |                             |   |  |                             |                             |
|  |                             | Brésil                      | 3                           |                             |                             |                             |   |  |                             |                             |
|  | [A2] Canada                 | Brésil                      | 3                           | 0                           |                             |                             |   |  |                             |                             |
|  | [A2] Canada                 | 19 août à 22h15 (UTC−03:00) |                             | 0                           |                             |                             |   |  |                             |                             |
|  | [B3] Russie                 | 3                           |                             |                             |                             |                             |   |  |                             |                             |
|  | [B3] Russie                 | 3                           | Russie                      | 0                           |                             |                             |   |  |                             |                             |
|  | 17 août à 22h15 (UTC−03:00) | 17 août à 22h15 (UTC−03:00) | Russie                      | 0                           | Match pour la 3e place      | Match pour la 3e place      |   |  |                             |                             |
|  | 17 août à 22h15 (UTC−03:00) | 17 août à 22h15 (UTC−03:00) |                             | Brésil                      | Match pour la 3e place      | Match pour la 3e place      | 3 |  |                             |                             |
|  | [A4] Brésil                 | 3                           | 21 août à 09h30 (UTC−03:00) | 21 août à 09h30 (UTC−03:00) |                             |                             | 3 |  |                             |                             |
|  | [A4] Brésil                 | 3                           | 21 août à 09h30 (UTC−03:00) | 21 août à 09h30 (UTC−03:00) |                             |                             |   |  |                             |                             |
|  | [B1] Argentine              | 1                           |                             | États-Unis                  | 3                           |                             |   |  |                             |                             |
|  | [B1] Argentine              | 1                           |                             | États-Unis                  | 3                           |                             |   |  |                             |                             |
|  |                             |                             |                             |                             |                             |                             |   |  | Russie                      | 2                           |
|  |                             |                             |                             |                             |                             |                             |   |  | Russie                      | 2                           |

## Résultats

### Classement final
| Rang                                | Nation     |
| ----------------------------------- | ---------- |
| Médaille d'or, Jeux olympiques      | Brésil     |
| Médaille d'argent, Jeux olympiques  | Italie     |
| Médaille de bronze, Jeux olympiques | États-Unis |
| 4                                   | Russie     |
| 5                                   | Argentine  |
| -                                   | Canada     |
| -                                   | Iran       |
| -                                   | Pologne    |
| 9                                   | France     |
| -                                   | Égypte     |
| 11                                  | Cuba       |
| -                                   | Mexique    |

### Distinctions individuelles
| - Meilleur joueur (MVP) Sérgio Santos - Meilleur passeur Bruno Rezende - Meilleur réceptionneur-attaquant Ricardo Lucarelli de Souza Aaron Russell | - Meilleur central Artem Volvich Emanuele Birarelli - Meilleur attaquant Wallace de Souza - Meilleur libéro Sérgio Santos |